# لانگژونگ
لانگژونگ (به لاتین: Langzhong) یک منطقهٔ مسکونی در چین است که در نانچونگ واقع شده‌است. لانگژونگ ۱٬۸۷۷ کیلومتر مربع مساحت و ۸۸۰٬۰۰۰ نفر جمعیت دارد.